# Kathy Ireland
Kathleen Marie Ireland (ur. 20 marca 1963 w Glendale) – amerykańska była modelka i aktorka, bizneswoman i pisarka. W 2012 roku uznana przez  British Vogue za najbogatszą modelkę na świecie. Kathy Ireland Worldwide jest wyceniana na ponad 500 milionów dolarów.
W 2015 roku wymieniona na liście magazynu Forbes, wśród 50 amerykańskich kobiet odnoszących największe sukcesy.

## Życiorys
Urodziła się w Glendale w Kalifornii jako córka Johna i Barbary Ireland.
W 1979, będąc uczennicą szkoły średniej, podpisała kontrakt z agencją Elite Model Management. Na wybiegu zadebiutowała w 1980, zaczęła również pracować jako modelka w Stanach Zjednoczonych. W 1984 znalazła się w Sports Illustrated Swimsuit Issue. Brała także udział w wielu kampaniach reklamowych dla marek, takich jak Pepsi, Revlon, Thackery i Zeki Triko Swimwear. 
Trafiła na okładki amerykańskich edycji magazynów mody, takich jak Vogue, Cosmopolitan, Forbes, Women's Fitness, czy Mademoiselle. 
W 1989 pojawiła się na okładce Sports Illustrated Swimsuit, które pozostaje najlepiej sprzedającym się numerem magazynu dotyczącym kostiumów kąpielowych. 
W 1990 dołączyła do firmy Sterling Winters, którą później wykupiła. W 1992 odrzuciła ofertę bycia modelką i stałą rolę w serialu „Słoneczny patrol”. W 1993 roku założyła firmę marketingową Kathy Ireland Worldwide i z czasem przekształciła swoją sławę modelki w jedno z najlepiej odnoszących sukcesy imperiów biznesowych na świecie. W 1993 nawiązuje współpracę z Moretz Sports i marką KIWW, wprowadza na rynek parę zaprojektowanych przez siebie skarpetek sportowych, wykorzystujących technologię odprowadzania wilgoci. 
Zaangażowała się filantropijnie, podczas gdy została ambasadorką i założycielką Fundacji Marzenie, która spełnia życzenia nieuleczalnie chorych dorosłych. Prowadziła także aktywizację na rzecz walki z HIV/AIDS, pracując dla AIDS LA.W 1997 zostaje przewodniczącą organizacji March of Dimes WalkAmerica i otwiera w całym kraju oddziały intensywnej terapii noworodków.  
W 1994 zostaje certyfikowanym instruktorem fitness, oraz rozpoczyna produkcję filmów związaną z tą tematyką. W 1999 wybrana Kobietą Roku przez Krajowe Stowarzyszenie Kobiet Przedsiębiorców. W 2002 wydaje swoją książkę „Potężne inspiracje: osiem lekcji, które zmienią Twoje życie”. W 2003 wybrana Matką Roku przez Krajowe Stowarzyszenie Dnia Matki. W 2005 wydała trzy książki dla dzieci. 
W 2009 brała udział w dziewiątej edycji programu rozrywkowego Dancing with the Stars. Zobowiązała się przekazać swoje zarobki z programu różnym organizacjom charytatywnym. Kathy Ireland Weddings co roku organizuje ponad 100 wesel w swoich licencjonowanych posiadłościach i rekolekcjach Oasis. Publikuje swoją piątą książkę „Prawdziwe rozwiązania dla zapracowanych mam: Twój przewodnik po sukcesie i zdrowiu psychicznym”. W 2011 otrzymuje nagrodę Design For Life za walkę z HIV/AIDS.
W 2012 roku wypuściła na rynek linię sukien ślubnych, a następnie kolekcję biżuterii inspirowaną Elizabeth Taylor.

## Życie prywatne
Jest chrześcijanką i aktywistką ruchu pro-life. W jednym z wywiadów wyznała, że była nastoletnią buntowniczką i została pobożną chrześcijanką czytając Biblię, kiedy miała 18 lat. 
20 sierpnia 1988 poślubiła lekarza Grega Olsena. Mają troje dzieci, syna Erika (ur. 1994) i dwie córki: Lily (ur. 27 października 1998) i Chloe (ur. 12 marca 2003).

## Filmografia

### Filmy fabularne
- 1988: Obcy z Los Angeles (Alien from L.A.) jako Wanda Saknussemm
- 1989: Gra o wysoką stawkę (Worth Winning) jako modelka
- 1990: Pan Przeznaczenie (Mr. Destiny) jako Gina
- 1990: Partnerzy (Side Out) jako Marie
- 1992: Wyspa grozy (Danger Island) jako Laura
- 1993: Strzelając śmiechem (Loaded Weapon 1) jako Destiny Demeanor
- 1993: Zaloty (Amore!) jako Taylor Christopher
- 1995: Ognisty wydmuch (Backfire!) jako Jessica Luvintryst

### Seriale TV
- 1992: Opowieści z krypty jako Joyce
- 1994: Chłopiec poznaje świat jako Alexis
- 1994: Melrose Place jako Brittany Maddocks
- 1995–1996: Fantastyczna Czwórka jako Crystal (głos)
- 1996–1997: Incredible Hulk jako Ogress (głos)
- 1997: A teraz Susan jako Terri
- 1997: Duckman jako Susan/Susie
- 1998: Bobby kontra wapniaki jako Sylvia
- 1999: Baza Pensacola jako Sarah
- 1999: Dotyk anioła jako Karla
- 2002: Odlotowe agentki jako Julia Hastings (głos)
- 2009: Family Guy jako Cardboard Cutout (głos)